# Мордвиновка
Мордви́новка (рос. Мордвиновка, башк. Мордвиновка) — присілок у складі Бірського району Башкортостану, Росія. Входить до складу Силантьєвської сільської ради.
Населення — 20 осіб (2010; 23 у 2002).
Національний склад:
- росіяни — 100 %